# 兰目
兰目是单子叶植物纲中的一个分支，以前有将其称为“微子目” （Microspermae） 或“香草目”（Gynandrae） 的。兰科种类最多，达20000多种，几乎占单子叶植物的1/4，是种子植物的第二大科，仅次于菊科。花大而鲜艳芳香，所有的特征都表现了对昆虫传粉的高度适应。
兰目包括四个科：
- 兰科 Orchidaceae
- 水玉簪科 Burmanniaceae
- 地蜂草科 Geosiridaceae
- 腐蛛草科 Corsiaceae

2003年根据植物亲缘分类的APG II 分类法，将兰科分入天门冬目，将水玉簪科分入薯蓣目，撤消兰目。